# Coryanthes albertinae
Coryanthes albertinae là một loài thực vật có hoa trong họ Lan. Loài này được H.Karst. mô tả khoa học đầu tiên năm 1848.